# Фонтанж
Фонтанж (фр. Fontanges) насеље је и општина у централној Француској у региону Оверња, у департману Кантал која припада префектури Морјак.
По подацима из 2011. године у општини је живело 212 становника, а густина насељености је износила 11,75 становника/km². Општина се простире на површини од 18,04 km². Налази се на средњој надморској висини од 630 метара (максималној 1.246 m, а минималној 664 m).

## Демографија
| 1962. | 1968. | 1975. | 1982. | 1990. | 1999. | 2011. |
| ----- | ----- | ----- | ----- | ----- | ----- | ----- |
| 399   | 454   | 353   | 307   | 292   | 241   | 212   |

График промене броја становника у току последњих година